# Thermopolium di Via di Diana
Il Thermopolium di Via di Diana, che ha dato il nome all'omonima insula (I, II, 5), era un luogo di ristoro, termopolio in italiano, che si trova sulla via di Diana nella regio I della città romana di Ostia.

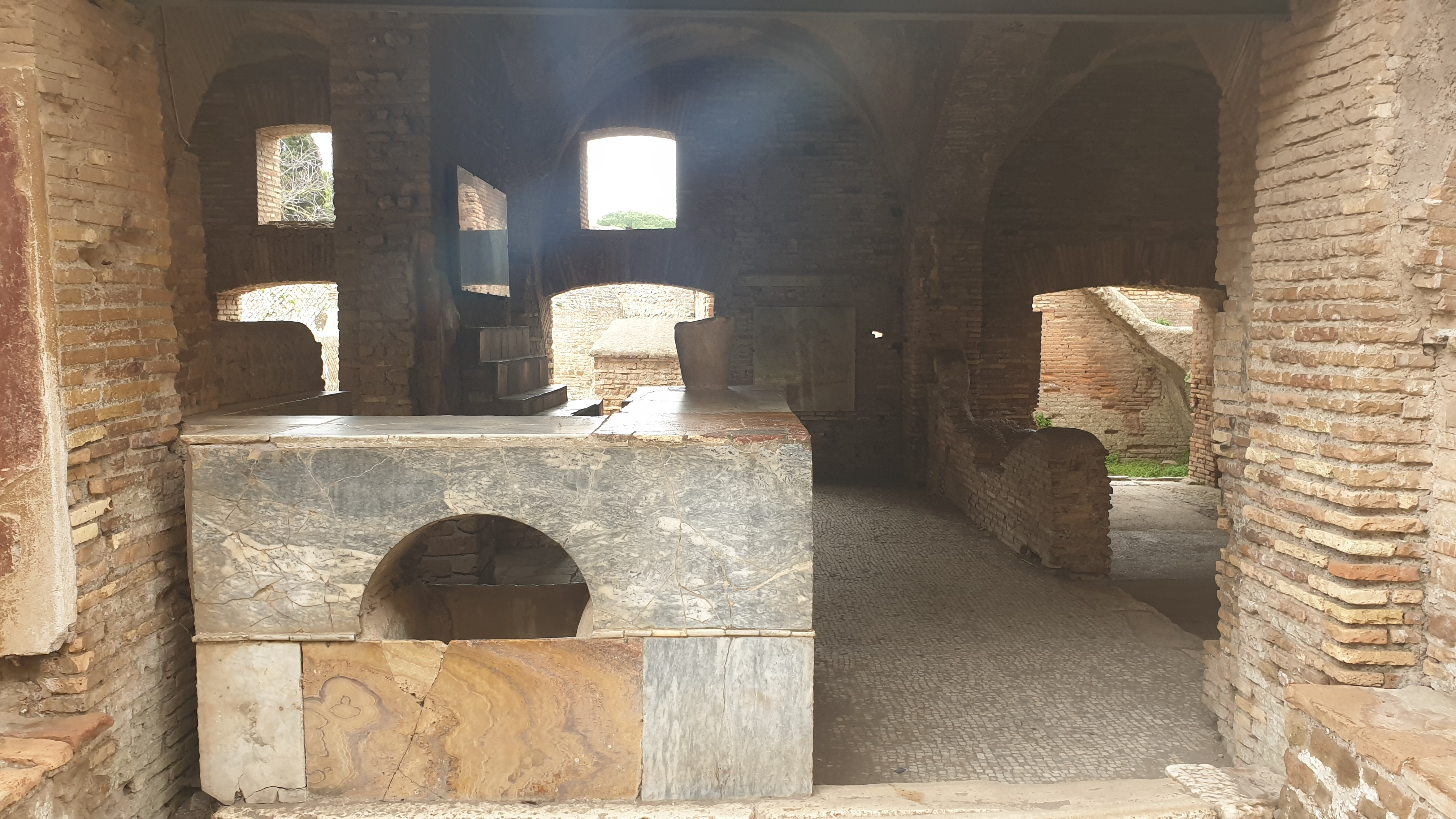
Bancone

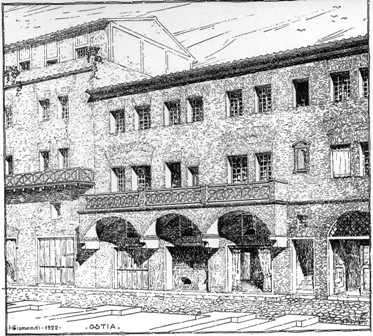
Ricostruzione della facciata su via di Diana

## Descrizione
L'edificio, sorto all'interno dell'originario Castrum repupplicano poco distante dal Foro, fu costruito alla fine del III secolo d.C. sul lato settentrionale dell'insula, originariamente edificata all'inizio del II secolo d.C.. Il locale consisteva di tre locali affacciati sulla via, e di un cortile interno sul retro di questi, dove gli avventori potevano consumare all'aperto.
All'interno si distinguono la cucina e il locale centrale, destinato alla vendita vera e propria. Ai lati dei tre ingressi, piccole panche in muratura, destinate agli avventori. Il cortile aperto sul retro aveva dei sedili in muratura e una fontanella; da qui si poteva poi accedere al cellarium, la dispensa sotterranea.
Internamente si possono notare il grande bancone costruito con grandi lastre di marmo, dove erano incassate grandi anfore, utilizzate per raccogliere cibo e vivande, le decorazioni parietali interne, tra le quali una natura morta, un mortaio marmoreo utilizzato per la preparazione delle spezie, alcuni ripiani in muratura.
Per il bancone fu utilizzato materiale di riuso, tra il quale una lastra sulla quale era stata realizzata un'iscrizione che si riferiva ai figli di Gaio Fulvio Plauziano, influente senatore romano, la cui figlia,  Fulvia Plautilla, sposò l'imperatore Caracalla; la scritta fu abrasa in seguito alla caduta in disgrazia e morte di Plauziano, e all'esilio dei suoi due figli, secondo la consuetudine romana della damnatio memoriae, ma non completamente, tanto che è stato possibile ricostruirla, anche se solo parzialmente.